# Loboc, Bohol
Loboc là đô thị hạng 5 ở tỉnh Bohol, Philippines. Đô thị này có cự ly 24 km so với thành phố Tagbilaran, tỉnh lỵ của tỉnh Bohol. Theo điều tra dân số năm 2007, đô thị này có dân số 16.299 người.

## Các đơn vị hành chính
Loboc về mặt hành chính được chia thành 28 khu phố (barangay).
| - Agape - Alegria - Bagumbayan - Bahian - Bonbon Lower - Bonbon Upper - Buenavista - Bugho - Cabadiangan - Calunasan Norte - Calunasan Sur - Camayaan - Cambance - Candabong | - Candasag - Canlasid - Gon-ob - Gotozon - Jimilian - Oy - Poblacion Sawang - Poblacion Ondol - Quinoguitan - Taytay - Tigbao - Ugpong - Valladolid - Villaflor |